# Плоц, Павел
Па́вел Плоц (чеш. Pavel Ploc, род. 15 июня 1964 года) — чехословацкий прыгун с трамплина, двукратный призёр Олимпийских игр, призёр чемпионатов мира, многократный победитель этапов Кубка мира.
Отец — чехословацкий биатлонист Павел Плоц.
Как и многие другие прыгуны, чья карьера пришлась на 1980-е годы, Павел Плоц, используя несовершенную технику параллельного ведения лыж, пережил тяжёлое падение, и, как большинство таких спортсменов, именно на чешском трамплине в Гаррахове. Многие считают его падение, пожалуй, если не самым худшим в отношении причинения вреда здоровью прыгуна, то самым ужасающим в том плане, как оно выглядело.
Тем не менее, Павел Плоц был достаточно успешным прыгуном. 19 марта 1983 года в том же Гаррахове он, стартовав под номером 2, развил в полёте поразительную скорость 115,6 км/ч и улетел ровно на 181 метр, что явилось на то время мировым рекордом.
Павел Плоц завоевал бронзовую медаль на большом трамплине на зимних Олимпийских играх 1984, а также серебряную медаль на олимпийских соревнованиях 1988 года, имевших место на трамплине среднего размера.
В 2006—2017 годах был депутатом нижней палаты Парламента Чешской Республики.